# IC 431
IC 431 est une nébuleuse par réflexion très brillante, visible dans la constellation d'Orion.
Elle est facilement identifiée à environ un demi-degré NNW de la brillante Alnitak, l'étoile la plus au sud de l'astérisme bien connu de la ceinture d'Orion. Elle semble entourée d'un grand nombre d'autres nébuleuses, en particulier par IC 432 à proximité, qui semble être à quelques minutes d'arc. Elle est illuminée par une étoile cataloguée comme HD 37674, une étoile bleu blanc de la séquence principale de classe B3V, dont la mesure de la parallaxe égale à 3,30 ± 1,07 mas, donne une distance d'environ 303 pc (∼988 al) du système solaire, qui donne aux gaz de la nébuleuse une couleur nettement bleuâtre. La région du ciel dans laquelle se trouvent IC 431 et Alnitak est éclairée d'une couleur bleue pâle.
La région est particulièrement riche en nébuleuses par réflexion, principalement placées entre Alnilam et Alnitak, qui chevauchent d'autres régions nébuleuses éclairées, dont une partie du complexe nébuleux moléculaire d'Orion. Ces nuages plus éloignés sont en fait des nébuleuses en émission associées aux jeunes étoiles chaudes dont les gaz se sont formés (c'est-à-dire les régions H II), et sont situées à environ ∼ 1 500 a.l. (∼ 460 pc) du soleil, donc bien au-delà de la région d'Alnitak, qui n'apparaît dans la même direction que pour un effet perspectif. En particulier, la région derrière elle comprend des zones illuminées de la grande nébuleuse obscure LDN 1630, qui comprend la nébuleuse de la Flamme, illuminée par un très jeune amas ouvert d'environ 300 étoiles, et le nuage IC 434, sur lequel vient se chevaucher la nébuleuse de la Tête de Cheval.